# House of Burgesses

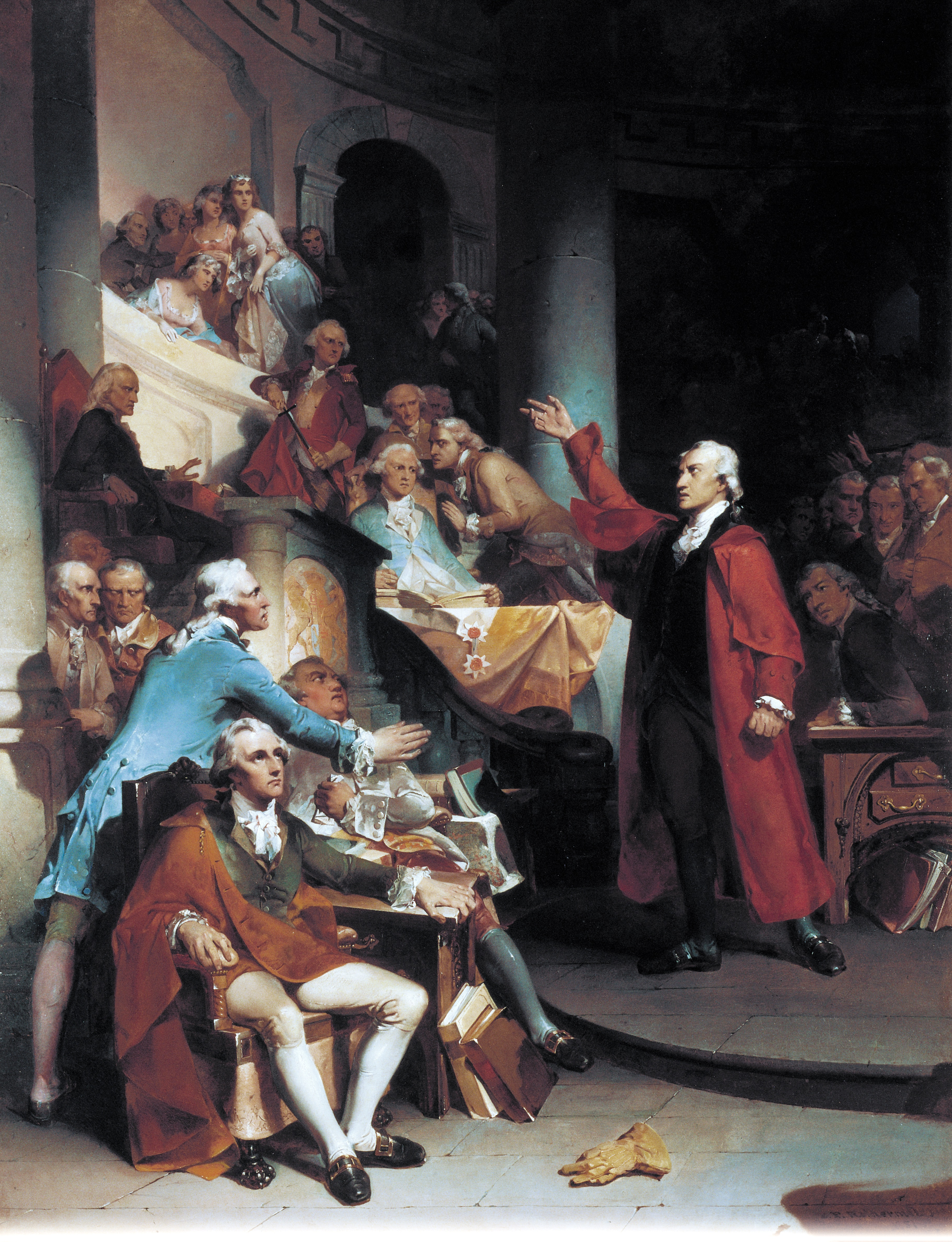
Patrick Henry nella House of Burgesses nel 1851 dipinto di Peter F. Rothermel

La House of Burgesses della Virginia fu la prima camera bassa eletta nel nuovo mondo con la fondazione della Colonia della Virginia nel 1619. Nel tempo, il nome intese rappresentare il corpo legislativo della Colonia della Virginia, e successivamente, dopo la guerra d'indipendenza americana, l'Assemblea Generale della Virginia.
Burgess in origine aveva il significato di uomo libero di un borough o borgo. Successivamente assunse il significato di ufficiale eletto di una municipalità o rappresentante della Camera dei Comuni.

## Storia
Nel 1617, i rappresentanti della Virginia Company of London si imbarcarono in una serie di riforme intese ad attrarre un maggior numero di persone verso gli insediamenti più pericolosi. Iniziarono col togliere il monopolio della compagnia sulla proprietà delle terre, credendo che i coloni avrebbero dimostrato maggior iniziativa nel caso di proprietà diretta dei terreni. Vennero designate quattro grandi società per azioni, per gestire la porzione sviluppata della colonia. Gli ufficiali delle società amministravano anche la giustizia in Virginia adottando le leggi comuni dell'Inghilterra. Nel 1620, nello sforzo di creare una società più stabile, la società inviò alla colonia una nave piena di donne pronte al matrimonio; il prezzo del viaggio era di 120 libbre di tabacco per ogni sposa.
I cambiamenti del 1619 crearono un corpo legislativo, eletto dai coloni, chiamato House of Burgesses, simile al Parlamento Britannico, che si sarebbe riunito una volta l'anno a Jamestown (alle Bermuda, in precedenza parte della Virginia, venne creata la House of Assembly lo stesso anno).
Su invito della Società di Virginia, il governatore coloniale Sir George Yeardley aiutò l'effettuazione delle elezioni dei rappresentanti, chiamati "burgesses", di questo nuovo corpo legislativo che doveva mettere assieme undici rappresentanti di diversi distretti amministrativi adiacenti al fiume James, assieme ad undici burgesses supplementari.
La prima assemblea della House si tenne il 30 luglio 1619, a Jamestown. Essa fu la prima di questo genere in tutta l'America colonizzata. La prima riunione non diede risultati apprezzabili. Terminò presto per una epidemia di malaria. L'assemblea aveva 22 membri che rappresentavano le seguenti comunità:
- Il governatore, nominato dalla Compagnia a Londra
- Il consiglio del governatore, sei cittadini eminenti scelti dal governatore
- I burgesses (rappresentanti) delle varie località, inizialmente le più grandi piantagioni, e poi, nella storia della Virginia, le Contee

### Effetti
Dopo il 1619, il re d'Inghilterra acquisì maggior importanza sulla vita della Colonia della Virginia, diminuendo il potere della House of Burgesses. Essa poteva fare delle leggi, che potevano essere però rese nulle dal governatore reale della Virginia. La H.O.B., ossia la House come colloquialmente detta, fu la prima forma di governo rappresentativo nelle colonie.

### Colonia reale
Nel 1624, la Virginia Company perse la sua autorizzazione, e la Virginia divenne una Colonia Reale. Con questo status, la House of Burgesses fu costituita da due membri per ogni regione della Virginia ed un membro per ognuno dei seguenti organismi: la città di Williamsburg, la città di Jamestown, la città di Norfolk ed il College di William e Mary. La House of Burgesses continuò a riunirsi, ma la sua influenza diminuì in maniera drastica. Nonostante la limitazione dei suoi poteri, essa ebbe fra i suoi componenti personalità come George Washington, Thomas Jefferson e Patrick Henry, che assunsero un ruolo preminente nei confronti del movimento per l'indipendenza.

### Fine della House of Burgesses
Nel 1769, la House of Burgesses discusse sulla severa tassazione inglese senza alcune rappresentatività del popolo delle colonie nel parlamento britannico. Patrick Henry e Richard Henry Lee erano a capo della commissione che dibatteva la questione. Il comitato si occupò poi di una petizione privata riguardo alle reti da pesca quando un collaboratore di Lord Botetourt entrò dicendo che, "Signor presidente, il Governatore comanda la presenza immediata della House in Camera di Consiglio."
Peyton Randolph, il presidente della seduta, guidò i componenti nella Camera. A quel punto Botetourt disse: "Ho udito della vostra risoluzione: voi l'avete votata ed è mio dovere bloccarla; e pertanto viene resa nulla secondo la legge."
Molti dei membri della House of Burgesses si riunirono nella Raleigh Tavern e progettarono le fasi iniziali del ricorso che in quel momento era risolvere il problema e non un atto di rivoluzione. Fu quando George Washington e Patrick Henry iniziarono a discutere privatamente sulla loro idea di indipendenza dall'Inghilterra.
Nel 1770, la House of Burgesses venne riformata e dopo la guerra d'indipendenza americana venne trasformata nella Virginia House of Delegates.

## Sedi
Nel 1699, la sede della House of Burgesses venne spostata a Middle Plantation, presto rinominata Williamsburg in onore del re Guglielmo III. I Burgesses si riunirono li in due diversi Campidoglio, fino al dicembre 1779, quando si spostarono alla nuova capitale Richmond per ragioni di sicurezza durante la guerra d'indipendenza. L'attuale Campidoglio di Colonial Williamsburg riproduce i primi due andati distrutti.

## Eredità
L'assemblea divenne poi la Virginia House of Delegates nel 1776, formando la camera bassa della Virginia General Assembly, il ramo legislativo del Commonwealth (State) of Virginia.
In onore della prima House of Burgesses, ogni anno, la Virginia General Assembly, tradizionalmente, lascia l'attuale Campidoglio a Richmond, dove si trasferì nel 1780, e si riunisce per un giorno nel restaurato Campidoglio di Colonial Williamsburg.
Nel 2006, l'Assembly tenne una speciale sessione a Jamestown per commemorare il 400º anniversario della fondazione nel corso dei festeggiamenti celebrativi di Jamestown 2007.